# Vogging (Ampfing)
Vogging ist ein Gemeindeteil der Gemeinde Ampfing im oberbayerischen Landkreis Mühldorf am Inn.
Die Einöde liegt  nordwestlich des Kernortes Ampfing und nordöstlich des Ampfinger Gemeindeteils Stefanskirchen. Westlich und südlich des Ortes verläuft die Kreisstraße MÜ 26.

## Baudenkmäler
In der Liste der Baudenkmäler in Ampfing sind für Vogging drei Baudenkmäler aufgeführt:
- die 1607 erbaute katholische Filialkirche St. Ulrich, eine ehemalige Wallfahrtskirche; es ist ein kleiner Saalbau mit polygonalem Chorschluss und Westturm
- eine vor 1600 errichtete und Ende des 19./Anfang des 20. Jahrhunderts umgestaltete Brunnenkapelle, ein achteckiger kleiner Zentralbau mit Zeltdach (Vogging 1)
- ein aus dem 18. Jahrhundert stammender Bildstock (Flur Vogging)